# ابنگورو
ابنگورو (به لاتین: Abengourou) در ساحل عاج با جمعیت ۱۰۵٬۰۰۰ نفر است که در Moyen-Comoé واقع شده‌است.